# Analfabetism
Analfabetism est un one-man band suédois de death industriel, originaire de Stockholm. Analfabetism est un projet parallèle du musicien Fredrik Djurfeldt de Severe Illusion.

## Histoire
Le nom du groupe signifie « analphabétisme » en suédois. Avec un premier album éponyme, Analfabetism remplace le projet précédent Knös en tant que projet death industriel de Fredrik Djurfeldt. Un an après ce premier album auto-édité, l'album Av hjord är du kommen est publié par Malignant Records, ce qui permet à Analfabetism d'attirer l'attention internationale,
. L'album suivant, Skammen, sorti en 2017 et également publié par Malignant Records, permet à Analfabetism d'accroître sa popularité,,. Après la sortie de l'album Skammen, Djurfeldt revient à l'auto-édition. Il distribue principalement sa musique via le service en ligne Bandcamp.

## Style musical
Le style musical joué par Analfabetism est classé dans la catégorie death industriel, en équilibre entre des composantes sonores dark ambient et musique industrielle oppressante. Ainsi, le projet varie principalement des « ondes sonores profondément vibrantes », renforcées par des passages industriels et bruitiste. Le projet s'inscrit dans la lignée directe des représentants originaux du genre comme Megaptera, Archon Satani et autrefois MZ. Par analogie avec ces premiers représentants, on attribue au style musical d'Analfabetism une atmosphère apocalyptique et chaotique. Les arrangements sont principalement composés de boucles, d'effets et de bruits « qui rappellent parfois une explosion », mélangés à des sons qui ressemblent à des machines « qui réagissent aux radiations nucléaires » sur des « beats mécaniques ».
D'autres titres s'inscrivent davantage dans le registre bruitiste et présentent de courts morceaux de « bruit pur, bouleversant et chaotique », qui sont mis en boucle de manière répétitive après chaque battement. Djurfelt modèle et structure la musique de ces morceaux en un bruit qui va et vient et qui ne possède guère de rythme ou de métrique.

## Discographie
- 2014 : Analfabetism (album, auto-édition)
- 2015 : Av hjord är du kommen (album, Malignant Records)
- 2017 : Skammen (album, Malignant Records)
- 2017 : Enslighetens förbannade avgrund (split avec Radiumhospitalet)
- 2018 : Kniven sitter kvar i bonden (album, auto-édition)
- 2019 : Sjön där hon dränkte sina djur (album, auto-édition)
- 2021 : Rotvälta (album, auto-édition)
- 2022 : Tjudrad och lämnad att dö (album, auto-édition)
- 2024 : Den svagsintes klagan (album, auto-édition)
- 2024 : Svälten i Kagelösa år 1431 (album, Fluttering Dragon Records)